# Altena
Altena é uma cidade da Alemanha localizada no distrito de Märkischer Kreis, região administrativa de Arnsberg, estado de Renânia do Norte-Vestfália.
A cidade de Altena (população de quase 18.000 habitantes) no Sul da Vestfália, fica a 40 km de Dortmund. Apesar de ser uma área altamente industrializada, possui também 65% de área florestal. As duas atrações de Altena são:
- Castelo deslumbrante, construído num cume no início do século XII, albergou a primeira pousada da juventude;
- Indústria de fios de aço, possuindo o Museu Alemão do Aço.

A cidade de Altena foi construída após o castelo, próxima do rio Lenne no vale abaixo e propsperou graças às fontes locais de aço e uma indústrai em crescimento. Atualmente Altena fornece 18% dos fios de aço no mundo, em especial para produtos automotivos. São produzidas chapas de aço especiais para a Airbus e o foguete Ariane. 